# Огнецветки
Огнецветки, или кардиналы (лат. Pyrochroidae) — семейство жуков надсемейства Tenebrionoidea.

## Распространение
Распространены в Европе, Северной Америке, Северной Азии и Юго-Восточной Азии.

## Описание
Длина плоского и широкого тела 3—20 мм (14—20 мм у известного нашего вида Pyrochroa coccinea). Как правило, имеют яркую красноватую окраску. Жуки питаются растительными соками. Личинки хищничают (в том числе поедают короедов), обитая под корой и развиваясь до окукливания 2—3 года. Шея довольно широкая, примерно лишь в два раза уже максимальной ширины головы. Глаза со слабой выемкой на переднем крае, относительно мелко фасетированные.

## Систематика
Около 150 видов, включая представителей бывших семейств Pedilidae и Agnathidae (Агнатиды), включаемых ныне в состав семейства Огнецветки. В Европе 8 видов, 3 из них представлены в Средней Европе. В России — 8 видов. Источник оценки: Г. С. Медведев [1995].
- Agnathinae Lacordaire, 1859[4]
  - Agnathus Germar, 1818
  - Cononotus Leconte, 1851
  - Pedilinae Lacordaire, 1859
  - Anisotria Young, 1984
  - Pedilus Fisher von Waldheim, 1820
  - †Lithomacratria Wickham, 1914
- Pilipalpinae Abdullah, 1964 (=Techmessinae Paulus, 1971)[5]
  - Binburrum Pollock, 1995
  - Exocalopus Broun, 1893
  - Incollogenius  Pic, 1916
  - Malagaethes Pollock, 1995
  - Morpholycus Lea, 1917
  - Paromarteon Blackburn, 1897
  - Pilipalpus Fairmaire, 1876
  - Ranomafana Pollock, 1995
  - Techmessa Bates, 1874
  - Techmessodes Broun, 1893
  - Temnopalpus Blackburn, 1888
- Pyrochroinae Latreille, 1807
  - Dendroides Latreille, 1810
  - Dendroidopsis Young, 2004
  - Eupyrochroa  Blair, 1914
  - Frontodendroidopsis Young, 2004
  - Hemidendroides Ferrari, 1869
  - Himalapyrochroa Young, 2004
  - Neopyrochroa Blair, 1914
  - Phyllocladus Blair, 1914
  - Pogonocerus Fischer de Waldheim, 1812
  - Pseudodendroides Blair, 1914
  - Pseudopyrochroa Pic, 1906
  - Pyrochroa Müller, 1764
  - Schizotus Newman, 1838
  - Sinodendroides Young, 2005
- Tydessinae Nikitsky, 1986
  - Tydessa Peacock, 1982[6][7]

## Фауна Европы
- Agnathus Germar, 1818
  - Agnathus decoratus Germar, 1818
- Pedilus Fisher von Waldheim, 1822
  - Pedilus fuscus Fisher von Waldheim, 1822
  - Pedilus laevicollis Reitter, 1901
  - Pedilus rubricollis Motschulsky, 1858
  - Pedilus weberi Reitter, 1901
- Pyrochroa Geoffroy, 1762
  - Pyrochroa coccinea (Linnaeus, 1761)
  - Pyrochroa serraticornis (Scopoli, 1763)
- Schizotus Newman 1837
  - Огнецветка гребнеусая (Schizotus pectinicornis (Linnaeus, 1758))